# Haemimontus
Haemimontus era el nom que es va donar al segle iv a una província romana de l'antiga regió de Tràcia que va prendre el nom del mont Hemus (Haemus).
Aquesta província, que tenia com a ciutats principals Adrianòpolis, segurament la capital, i Anquialos no es menciona fins a un període tardà de l'Imperi romà, quan Amià Marcel·lí diu que era una província del nord-est de Tràcia.
Haemimontus segurament s'havia establert l'any 294 per la reorganització de Dioclecià. Abraçava part de la costa de Tràcia a la part de l'Euxí i limitava al nord amb la Mèsia Inferior (o Segona) i la regió de Bizanci al sud-est, que va formar la província d'Europa, i al sud-oest amb la de Ròdope, i a l'oest amb la província de Tràcia.